# For the Love of Money
For the Love of Money is een soul/funknummer geschreven door bassist Anthony Jackson in samenwerking met muziekproducenten Kenneth Gamble en Leon Huff van het platenlabel Philadelphia International. Het werd 3 oktober 1973 opgenomen door The O'Jays voor hun conceptalbum Ship Ahoy. Jackson speelde mee tijdens de sessie en maakte in eerste instantie gebruik van een wah-wah-pedaal. Zijn Fender Precision werd uiteindelijk aangesloten op een phaser en nadat Kenny Gamble tijdens het afmixen impulsief op de echo-knop drukte kreeg het basintro zijn kenmerkende geluid. 
For the Love of Money werd in april 1974 op single uitgebracht met als B-kant People Keep Telling Me, eveneens afkomstig van Ship Ahoy. Naast de single-edit van 3:42 minuten werd ook de twee keer zo lange albumversie op de radio gedraaid. De titel is ontleend aan de Bijbelspreuk "Geldzucht is de wortel van alle kwaad" uit 1 Timoteüs. De tekst is een waarschuwing dat geldzucht mensen kan aanzetten tot diefstal, agressie, moord en prostitutie in plaats van dat ze het op een nuttige manier besteden.
De single kwam in Amerika tot #3 in de r&b-chart en tot #9 in de Billboard top 100. Het werd in 1975 genomineerd voor een Grammy Award, maar deze ging naar Tell Me Something Good van Rufus. Om dit verlies goed te maken werd het in 2016 opgenomen in de Grammy Hall of Fame.

## In populaire cultuur

### Covers
- Todd Rundgren nam het met zijn band Utopia op voor het album Swing to the Right uit 1982.
- Funk-punkband Defunkt coverde het op hun album Thermonuclear Sweat uit 1982
- De Canadese zanger Erroll Starr nam het op en werd genomineerd bij de Juno Awards-uitreiking van 1987 in de categorie "R&B/Soul".
- De band BulletBoys coverde het op hun titelloze album uit 1988 en maakte er een videoclip bij.
- World Saxophone Quartet coverde het op hun album Rhythm and Blues uit 1989.
- Carole Davis coverde het op haar album Heart of Gold uit 1989 en wijzigde daarbij de titel tot Serious Money.
- In de film New Jack City uit 1991 van regisseur Mario Van Peebles is een medley te horen van For the Love of Money and Stevie Wonder's Living for the City; deze gezamenlijk opgenomen ls samenwerkingsverband tussen Troop, LeVert (de zonen van O'Jays-zanger Eddie Levert) en Queen Latifah. De medley is ook terug te vinden op de soundtrack van de film.
- Rare Blend coverde het lied voor de soundtrack van de film Driven uit 2001.
- Katey Sagal coverde het lied voor haar album Room uit 2004.
- Backstreet Boys nam een nooit uitgebrachte versie op tijdens de sessies voor hun album Never Gone uit 2005.
- Het lied werd gecoverd door Queensrÿche op hun album Take Cover uit 2009.
- Het lied werd gecoverd door The Dynamics Het lied werd gecoverd door 180,000 Miles and Counting uit 2011.
- Het lied werd gecoverd door Nektar op hun album A Spoonful of Time uit 2012.
- Tackhead nam For the Love of Money op als titelsong van hun album uit 2014.

### Samples
- In 1978 gebruikte Jackson hetzelfde basloopje voor The Poppy Girls Theme van de soundtrack van The Wiz.
- Funky Four samplede het in King Heroin uit 1983.
- Grandmaster Melle Mel samplede het in Step Off uit 1985.
- Marky Mark and the Funky Bunch samplede het in I Need Money uit 1989.
- Charli Baltimore samplede het in Money uit 1989.
- The Happy Mondays gebruikten het intro van For the Love of Money als voorbeeld voor hun single Rave On uit 1989.
- Bone Thugs N' Harmony gebruikte het ritme en de zang als basistrack voor hun single Foe tha Love of $ uit 1995 waarop ook Eazy E te horen was.
- De Britse r&b-zangeres/rapster Jentina samplede het tekstfragment "money" voor het refrein van haar debuutsingle Bad Ass Strippa uit 2004.
- In 2013 was het te horen als sample in de single What's My Name van Papoose en Remy Ma.
- Dr. Dre samplede For the Love of Money in het gelijknamige nummer van ht album Compton uit 2015.

### Gebruik in de media
- For the Love of Money was te horen als herkenningstune van de Amerikaanse versie van The Apprentice.